# 木造枠組壁構法

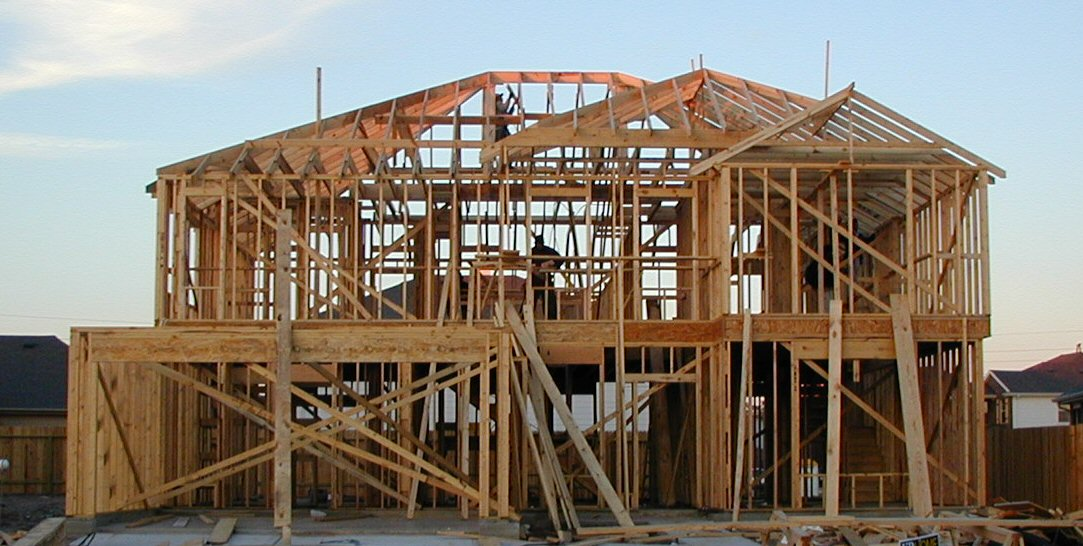
米国での建築現場

木造枠組壁構法（もくぞうわくぐみかべこうほう、Framing）とは、建築構造の木構造の構法の1つであり、技術が一般に公開されているオープン工法である。

## 解説
欧米では標準的な木造住宅の構法で、北米では単に「Framing」と呼ばれるが、日本では通称「ツーバイフォー工法」と呼ばれる。19世紀に北米で生まれ、その後アメリカ全土に普及した。開拓者が自ら作る為のキットハウスが、その原形とされる。
日本にツーバイフォーの原型となる工法が伝わったのは明治の初めで、1878年に建てられた屯田兵住宅がその最初だといわれている。同時期に建設された札幌の時計台や豊平館、1921年に建築された東京都豊島区の自由学園明日館など、ツーバイフォー工法で造られた歴史的建造物が今も現存する。その後1974年（昭和49年）に枠組壁工法の技術基準が告示され、一般工法としてオープン化され、同年設立された三井ホームにより、数多くが建築されるようになった。基礎を含めたスケルトンとよばれる構造躯体と、設備や仕上げ、間仕切り壁などのインフィルとよばれる、二つの要素から成り立っている。
木造枠組壁構法は耐力壁と剛床を強固に一体化した箱型構造であり、木造軸組構法が柱や梁といった軸組（線材）で支えるのに対し、フレーム状に組まれた木材に構造用合板を打ち付けた壁や床（面材）で支える。そのため、高い耐震性・耐火性・断熱性・気密性・防音性をもつといわれる。

## 名称の由来
アメリカ合衆国の建築工法のうち、特にプラットフォーム工法を日本で定義した名称である。1973年（昭和48年）に制定された。「木造枠組壁構法」は『学術用語集 建築学編』に定められた名称である。「工法」ではなく「構法」としたところに、当時の有識者の意図が込められている。下枠・縦枠・上枠などの主要な部分が、2インチ×4インチサイズをはじめとする規格品の構造用製材（ディメンションランバー）で構成されることから、2×4（ツーバイフォー）工法と通称される。一方、2×6工法は、主要な部分に2インチ×6インチサイズの構造用製材を使うものを指す。
ただし構造用製材の「2」などは未乾燥製材前の寸法であり、実際に流通する乾燥製材済の構造用製材はこれよりも1/2インチ程度小さい。以下に例を示す。
- 呼び名：2x4　実寸：1-1/2(1.5)インチx3-1/2(3.5)インチ
- 呼び名：2x6　実寸：1-1/2(1.5)インチx5-1/2(5.5)インチ
- 呼び名：2x10　実寸：1-1/2(1.5)インチx9-1/4(9.25)インチ
- 呼び名：1x4　実寸：3/4(0.75)インチx3-1/2(3.5)インチ

## 構造と各部の名称

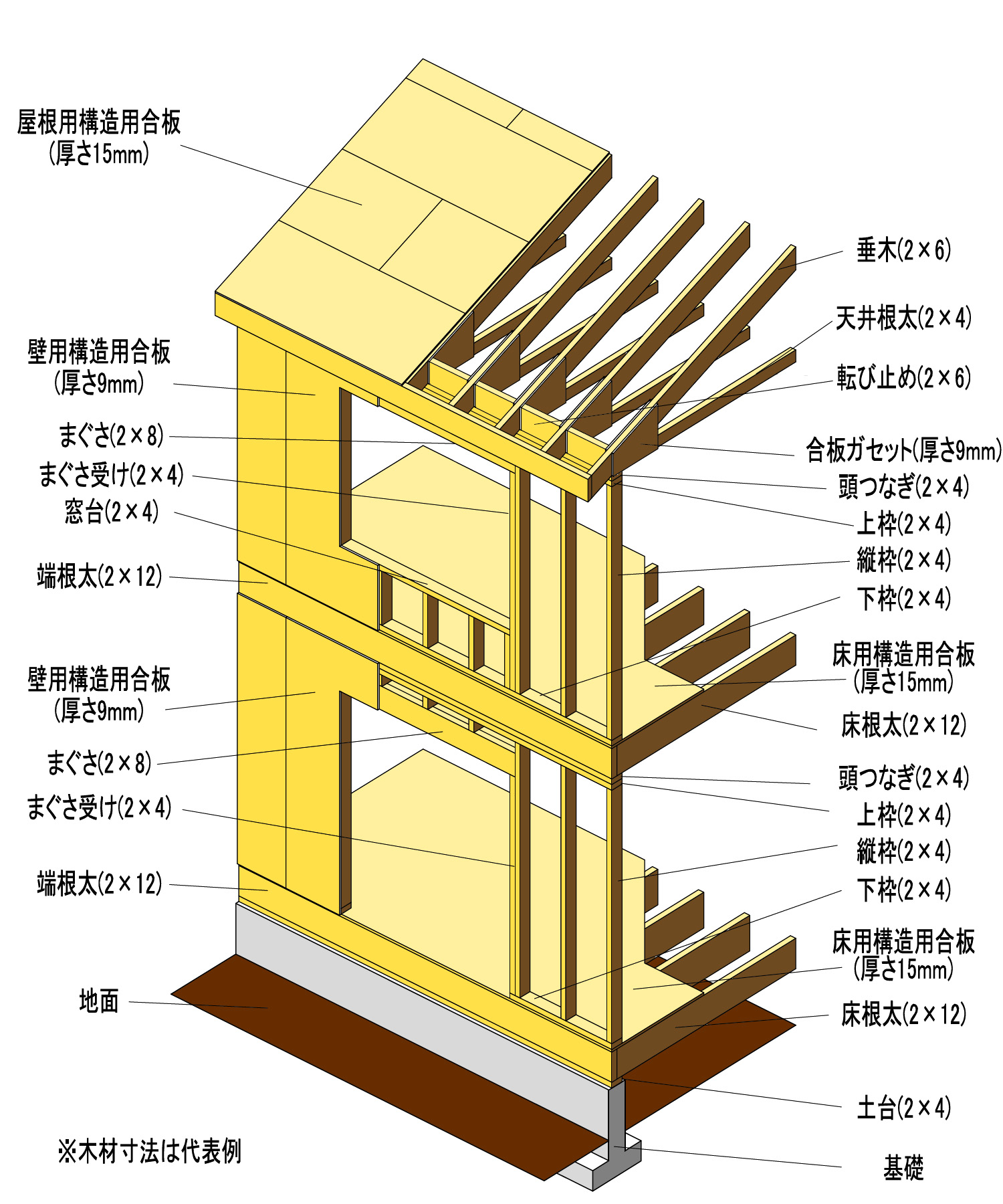
枠組壁工法 - 構造と各部の名称

- 基礎
- 土台
- 床
  - 床根太
  - 端根太
  - 側根太
  - 構造用合板
- 壁
  - 下枠
  - 縦枠
  - 上枠
  - 頭つなぎ
  - まぐさ
  - まぐさ受け
  - 窓台
  - 構造用合板
- 屋根
  - 垂木
  - 天井根太
  - 合板ガセット
  - 転び止め
  - 構造用合板

## 特徴
- 使用する木材は、SPF（スプルース、パイン、ファーの混合）と呼ばれる北米からの輸入材と構造用合板が主である。SPFは寸法形式204(38mm×89mm)・206(38mm×140mm)・208(38mm×184mm)・210(38mm×235mm)・212(38mm×286mm)が主である。このほか404、406、408、410などさまざまな寸法の集成材やエンジニアリングウッドが構造計算の結果用いられる。
- 日本の場合、専門の工場で壁や床等をパーツとして製造し、現場で短期間に上棟させるケースが多い。工場生産のメリットとしては、現場での手間とコストを抑えることができ、スピーディな上棟が行える点である。
- 使用する釘は、主に、2×4用太め鉄丸くぎ（CN釘）のCN50（緑）・CN65（黄）・CN75（青）・CN90（赤）の4種類だけであり、色もついていることから、釘の誤使用が起こりにくく、打ち込み済みの釘の検査もできる。なお、広く普及している鉄丸くぎ（N釘）などの使用は認められていない。なお、石膏ボードの打ち付けには、石こうボード用くぎを用いる。
- 構造用合板を直接打ち付けた耐力壁および剛床で建物を強固に一体化しているため、耐震性・耐風圧性に優れている。特に耐震性については、兵庫県南部地震および新潟県中越地震などで、建物の新旧を問わず、ほとんどの建物で大きな被害を生じなかった。これに対し、木造軸組構法の建築物は、倒壊したものや、大きな被害を生じたものが多かった。
- 壁や床といった面要素を基本としていることから、隙間が大変少なく、断熱性・気密性・防音性に優れている。特に気密性については、断熱材と防湿気密シートの使用により、比較的容易に次世代省エネルギー基準に適合した建築物を作れるばかりでなく、さらに厳しい省エネ基準であるR2000に適合した建築物を作ることさえ可能である。
- 各部屋は、内壁および天井に石膏ボードを打ち付けてあるため、火災に強く、隣室や上階への延焼を遅くする効果がある。また、石膏ボードを厚くしたり重ね貼りしたりすることにより、比較的容易に準耐火構造の建築物を作れるばかりでなく、耐火構造の建築物さえも作れる。
- 耐力壁線と呼ばれる耐力壁で囲まれた空間を構成していかなければならないため、間取り、部屋の大きさ、窓の位置、大きさ等、ある程度の制限を受ける。しかし、逆にこのような制約が、構造的強度を高めているとも言える。
- 耐力壁が構造上重要な位置を占めるため、窓や扉等の開口部を拡大したり増設したりするような大規模なリフォームはできないデメリットもある。
- 施工順序としては、2階建ての場合、1階床→1階壁→2階床→2階壁→屋根となる。屋根が最後となるのは、木造軸組構法と対照的である。雨の多い日本においては、施工中に床に水が溜まったりしないように、養生を重視する必要がある。なお、短時間の濡れに対しては、乾かせば問題ない。
- 欧米、特に北米やカナダにおいては、木造住宅の一般的工法である。
- 日本においては、木造軸組構法の割合が多く、この構法が普及しているとは言い難い。しかし、耐震性・耐風性・耐火性・断熱性・気密性・防音性などの良さが評価され、近年シェアを伸ばしつつある。
- 構造方法（枠組みを組む際の木材の間隔、構造用合板の張付方法及び釘等の金物による留付間隔等）を理解した設計者・工事監理者・施工業者による設計・工事が不可欠である。また、行政機関や民間の確認検査機関等による検査の際に、検査官の理解力が乏しい場合、見落としの可能性もあるので注意が必要である。
- 技術基準については建築基準法告示第56号にて、最低限の仕様規定が明記されている。
- 継手・仕口などの複雑な加工が不要であり、ほとんどが直線カットのみで済むため、日本の熟練大工の技術を必要としないが、現在では木造軸組工法においてもプレカット（軸組の工場生産）が主流で、職人による継手・仕口などの複雑な加工は神社仏閣などの伝統工法をのぞいては必要とされなくなってきているため、特徴とは言いにくくなっている。

## 日本における主な規定
ここでは、枠組壁工法に関する法令・告示を網羅せず、概要を解説する。詳細は、建設省告示第56号、国土交通省告示第1541号を参照。

### 階数
- 地階を除く階数は3以下とする。

### 土台
- 1階の耐力壁の下部には土台を設ける。
- アンカーボルトは直径12mm以上で長さ35cm以上とする。
- 土台は、寸法形式204・206・208・404・406、又は厚さ38mm以上幅89mm以上のものとする。

### 床板
- 床根太・端根太・側根太の寸法は、寸法形式206・208・210・212、又は厚さ38mm以上幅140mm以上とする。
- 床根太の支点間の距離は、8m以下とする。
- 床根太の間隔は、65cm以内とする。
- 床材は、厚さ15mm以上の構造用合板、厚さ18mm以上のパーティクルボード又は構造用パネルとする。
- 各部の緊結方法は、次によるか、()内の許容せん断耐力以上とする。
  - 床根太と土台又は頭つなぎ：太め鉄丸くぎCN75×2 (1100N/1箇所当)
  - 端根太又は側根太と土台又は頭つなぎ：太め鉄丸くぎCN75@25cm間隔以下 (2200N/m)
  - 床版の枠組み材と床材：太め鉄丸くぎCN65@15cm間隔以下 (2800N/m)

### 壁等
- 耐力壁は、建築物に作用する水平力及び鉛直力に対して安全であるように、釣合いよく配置しなければならない。
- 耐力壁の下枠・たて枠・上枠の寸法は、寸法形式204・206・208・404・406・408、又は厚さ38mm以上幅89mm以上とする。
- 耐力壁のたて枠の間隔は、65cm以下のうち、階数・積雪量に応じて定められた値以下とする。
- 耐力壁の仕様は、次の表による。

| 耐力壁の種類            | 厚さ      | 釘の種類 | 釘の間隔                            | 壁倍率 |
| ----------------------- | --------- | -------- | ----------------------------------- | ------ |
| せっこうボード          | 12mm以上  | GNF40    | 外周部@100mm以下、 中間部@200mm以下 | 1.0    |
| シージングボード        | 12mm以上  | SN40     | 外周部@100mm以下、 中間部@200mm以下 | 1.0    |
| 強化せっこうボード      | 12mm以上  | GNF40    | 外周部@100mm以下、 中間部@200mm以下 | 1.3    |
| 構造用せっこうボードB種 | 12mm以上  | GNF40    | 外周部@100mm以下、 中間部@200mm以下 | 1.5    |
| 構造用せっこうボードA種 | 12mm以上  | GNF40    | 外周部@100mm以下、 中間部@200mm以下 | 1.7    |
| ハードボード            | 5mm以上   | CN50     | 外周部@100mm以下、 中間部@200mm以下 | 2.5    |
| 構造用合板2級           | 7.5mm以上 | CN50     | 外周部@100mm以下、 中間部@200mm以下 | 2.5    |
| 構造用パネル            | -         | CN50     | 外周部@100mm以下、 中間部@200mm以下 | 3.0    |
| パーティクルボード      | 12mm以上  | CN50     | 外周部@100mm以下、 中間部@200mm以下 | 3.0    |
| ハードボード            | 7mm以上   | CN50     | 外周部@100mm以下、 中間部@200mm以下 | 3.0    |
| 構造用合板1級           | 7.5mm以上 | CN50     | 外周部@100mm以下、 中間部@200mm以下 | 3.0    |
| 構造用合板2級           | 9mm以上   | CN50     | 外周部@100mm以下、 中間部@200mm以下 | 3.0    |
| 構造用合板1級           | 9mm以上   | CN50     | 外周部@100mm以下、 中間部@200mm以下 | 3.5    |

- 耐力壁の量は、X方向・Y方向のそれぞれにおいて、階数・積雪量・風圧力に応じて定められた値以上とする。

|              |                  | 平屋建て | 2階建て | 2階建て | 小屋裏利用3階建て | 小屋裏利用3階建て | 3階建て | 3階建て | 3階建て |
| 1階          | 2階              | 平屋建て | 1階     | 2階     | 1階               | 2階               | 3階     |         |         |
| ------------ | ---------------- | -------- | ------- | ------- | ----------------- | ----------------- | ------- | ------- | ------- |
| 多雪区域以外 | 軽い屋根         | 11       | 29      | 15      | 38                | 25                | 46      | 34      | 18      |
| 多雪区域以外 | 重い屋根         | 15       | 33      | 21      | 42                | 30                | 50      | 39      | 24      |
| 多雪区域     | 垂直積雪量1m以下 | 25       | 43      | 33      | 52                | 42                | 60      | 51      | 35      |
| 多雪区域     | 垂直積雪量2m以下 | 39       | 57      | 51      | 66                | 60                | 74      | 68      | 55      |

| 強風地域 | 50を超え75以下で、特定行政庁が地域ごとに定めた値(各階共通) |
| その他   | 50(各階共通)                                               |

- 耐力壁線相互の距離は12m以下とし、かつ耐力壁線により囲まれた部分の水平投影面積は40m2以下(ただし構造耐力上有効に補強した場合は72m2以下)とする。
- 外壁の耐力線相互の交差する部分は、長さ90cm以上の耐力壁を1以上設けなければならない。
- 屋外に面する耐力壁のたて枠は、直下の床の枠組み又は直下階のたて枠に、専用の金物で緊結する。
- 耐力壁線に設ける開口部の幅は4m以下とし、かつその幅の合計は当該耐力壁線の長さの3/4以下とする。
- 幅90cm以上の開口部には、まぐさ及びまぐさ受けを設ける。
- 各部の緊結方法は、次によるか、()内の許容せん断耐力以上とする。
  - たて枠と上枠又は下枠：太め鉄丸くぎCN90×2本 (1100N/1箇所当)
  - 下枠と床版の枠組み材(1階)：太め鉄丸くぎCN90@25cm間隔以下 (3200N/m)
  - 下枠と床版の枠組み材(その他)：太め鉄丸くぎCN90@50cm間隔以下 (1600N/m)
  - 上枠と頭つなぎ：太め鉄丸くぎCN90@50cm間隔以下 (1600N/m)
  - たて枠とたて枠又はまぐさ受け：太め鉄丸くぎCN75@30cm間隔以下 (2200N/m)

### 小屋組等
- たるき及び天井根太の寸法は、寸法形式204・206・208・210・212、又は厚さ38mm以上幅140mm以上とする。
- たるき相互の間隔は65cm以内とする。
- たるきは、頭つなぎ及び上枠に専用の金物で緊結する。
- 屋根版に使用する屋根下地材は、厚さ12mm以上の構造用合板、厚さ15mm以上のパーティクルボード又は構造用パネルとする。
- 各部の緊結方法は、次によるか、()内の許容せん断耐力以上とする。
  - たるきと天井根太：太め鉄丸くぎCN90×3本又はCN75×4本 (2400N/1箇所)
  - たるきとむなぎ：太め鉄丸くぎCN75×3本 (1700N/1箇所)
  - たるき・天井根太又はトラスと頭つなぎ：太め鉄丸くぎCN75×2本 (1100N/1箇所)
  - たるき又はトラスと屋根下地材：太め鉄丸くぎCN50@15cm間隔以下 (2600N/m)

### 防腐措置等
- 土台が基礎と接する面、及び鉄鋼モルタル塗りである部分の下地には、防水紙を使用する。
- 土台には、枠組壁工法用構造用製材規格に規定する防腐処理を施したものを用いる。
- 地面から1m以内の構造耐力上主要な部分に使用する木材には、有効な防腐措置と防蟻措置を講じる。

## 火災保険料の過徴収問題
準耐火構造の2×4住宅は、1999年（平成11年）の保険料率改定により、火災保険料が一般の木造建築住宅（木造軸組構法）よりも割安な区分となったが、数多くの損害保険会社において2×4住宅の火災保険料を取り過ぎていた問題（一般の木造住宅の火災保険料と変わらない保険料を徴収していた）が2006年（平成18年）12月10日に発覚した。
- 詳しくは火災保険#2×4住宅の火災保険料取りすぎ問題を参照。

## 批判
乾燥した地域ならば問題はないが日本のような高温多湿で雨の多い地域での問題を指摘する向きもある。